# Animax
Animax (アニマックス Animakkusu?) es un canal de televisión de pago, originario de Japón y especializado en anime. Es un subsidiario de Sony Corporation, lo que lo ha convertido en uno de los más importantes e influyentes en la producción y distribución de anime. Su sede oficial se encuentra ubicada en Minato, Japón. Fue fundado en conjunto por las compañías Sony Pictures Entertainment Japan Inc., Sunrise Inc., Toei Animation Co. Ltd. y TMS Entertainment Ltd.

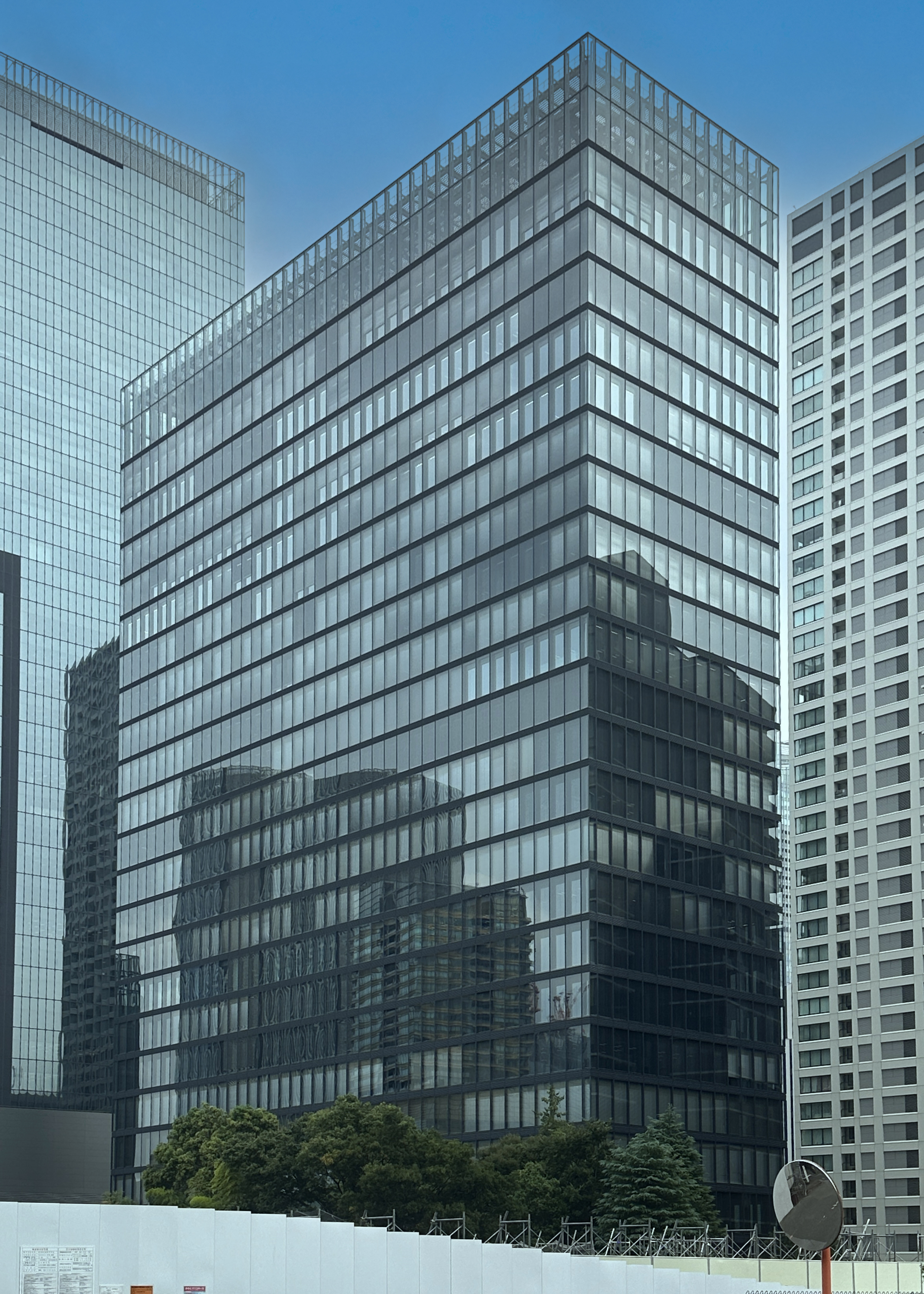
Sede en Toranomon, Minato, Tokio

Comenzó sus transmisiones en Japón el 1 de junio de 1998. Después, operó en Taiwán, Hong Kong, Corea del Sur, Sudoeste de Asia, Asia del Sur y Europa. Inició en Europa Central en abril de 2007, Alemania en junio del 2007, España y Portugal el 12 de abril de 2008, y finalmente en América Latina y África, para luego ser descontinuado.
Ofrecía servicios para celulares en Japón, Canadá, Australia, México, Venezuela y Argentina. Madrid España Animax era el primer canal de anime en ofrecer transmisiones las 24 horas del día ininterrumpidamente. El nombre del canal es un acrónimo de ani de anime (アニメ?) y max (マックス makkusu?).
Al conformar sus planes de expansión mundial, Sony Pictures Televisión Networks, logró por un tiempo avanzadas negociaciones para que el canal Animax se expandiera en otros países y que el canal fuera lanzado en Canadá, Australia, Reino Unido, Polonia, Italia y Francia.

Mapa de difusión del canal en el mundo

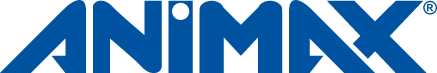
Logotipo que Animax Alemania dejó de usar desde el 30 de junio del año 2016. Salió al aire en el 2010 para todo el Mundo y dejó de ser usado en toda la marca Animax.

## Animax en Asia
Animax Asia perteneció a Sony Pictures Televisión Internacional Asia, con sede en Singapur, inició sus transmisiones el 1 de junio de 2003 en Japón, a través de la plataforma satelital SKY PerfecTV. Además, Animax empezó sus transmisiones el 1 de enero del 2004 en Taiwán, el 12 de enero en Hong Kong, el 19 de enero en Filipinas y en el Sudoeste Asiático, el 5 de julio en la India y el resto del sur de Asia. Finalmente, el 29 de abril de 2006 lo hizo en Corea.
Un detalle sumamente interesante es que Animax, no emitió sus adquisiciones en el idioma correspondiente, a los países de la geografía, sino que en todos ellos se empleó un mismo doblaje (traducciones al inglés, que Animax ha hecho de numerosas series). Sin embargo, este doblaje respeta todas las características de las series: Nombres de personajes, diálogos y arte.

## Animax en Europa
A partir de junio del 2007, comenzó la transmisión de la versión alemana de Animax, emitiéndose por cable en Unitymedia, Kabel Deutschland, KabelBW, Linewest, y por satélite en Arenasat y Premiere.
En el este de Europa, SPTI lanzó un bloque de programación con el nombre de Animax, dentro del canal A+ (Animé+) que se emitió en Hungría, Rumanía, la República Checa, Eslovaquia y Polonia. Este bloque emitíó su programación en el horario de 20.00 a 2.00 de la madrugada, en su programación estaban series populares como Inuyasha, Gravitation o Cowboy Bebop, entre otras.
Desde el 11 de abril de 2007, A+ pasó a ser definitivamente Animax para los países de Hungría, Rumanía, la República Checa y Eslovaquia, por problemas técnicos, Polonia tuvo que esperar hasta el 2008 para acceder a la señal. Animax Europa del este era manejada por HBO Europa (propiedad de SPTI).
En otros países, Animax España y Animax Portugal empezó a transmitirse como parte del canal AXN (también operado por SPTI), como un bloque de programación llamado Zona Animax. A partir de 12 de abril de 2008, inicia transmisiones como canal propio, siendo los operadores de TV Digital+ y Movistar TV como los únicos proveedores de la señal y más tarde en R Galicia en el canal 28.
A partir de 2010 los operadores del canal decidieron cambiar de contenidos, dedicados a sectores juveniles, como videojuegos, música, series, películas, etc; como consecuencia de los bajos resultados de audiencia.
En 2011 la señal portugués salió de la emisión y fue reemplazado por AXN Black el 9 de mayo de 2011. El 1 de enero de 2014 Animax España cesó sus emisiones. En el reino unido Animax es un servicio de suscripción, mientras que en Alemania y Austria sigue funcionando como canal.

### Animax Deutschland (Alemania)
A partir del 2016, Animax Alemania anunció el 1 de abril su abandono de todas sus cable operadoras quedando solo en Vodafone. La Empresa Sony Pictures Television Networks decidió este cambio por una carta de ajuste que el Canal tuvo.
El 1 de julio del 2016, Animax Alemania inició como un Canal bajo demanda exclusivamente en Vodafone como se ha dicho anteriormente en la sección de biblioteca de vídeo para seleccionar; aprovechando este cambio, inició con el logo de Animax Japón para resaltar la marca Animax.
Su comienzo de emisiones trajo novedades exclusivas para los clientes que paguen un pack premium y algunas de ellas fueron el lanzamiento de la temporada Sailor Moon Crystal en Alemania emitida desde Animax antes de su liberación por DVD.
El cierre de Animax Alemania en todas las cable operadoras que compone Alemania cerró con el episodio N.º 1 de la temporada 2 de Sailor Moon Crystal el 30 de junio.
Sony Pictures Television Networks se encargó de Animax comience con un servicio bajo demanda en Alemania, pago como un servicio de vídeo. Trajeron series de animé exclusivas e importantes en el lenguaje habla alemana que estuvieron disponibles en cualquier momento bajo la demanda.

## Animax en los Estados Unidos y Canadá
Animax patrocinó varios eventos de anime que se inspiró en toda América del Norte, incluido un festival de anime, en asociación con otras empresas de distribución de anime como Bandai Entertainment, Geneon, ADV Films y VIZ Media, a través de Sony Pictures en San Francisco, basado en el entretenimiento Metreon complejo comercial en octubre de 2001, durante el cual estuvieron difundiendo numerosos de los títulos de anime en todo el centro, incluidos los especiales Gundam, La Producción de Metrópolis y Love Hina Proyecciones.
Financial Times, el periódico de negocios internacionales, informó en septiembre del 2004, que Sony estaba "vivo", para lanzar Animax en todo Estados Unidos y América del Norte, después Sony firmó un acuerdo con la compañía de cable más grande de Estados Unidos (Comcast), con la que se asoció por 4,8 millones de dólares estadounidenses.
Aunque en realidad, el canal nunca llegó a transmitirse en aquel país norteamericano, ya que de hacerlo tendría que competir con los canales FUNimation Channel y Anime Network, que estaban muy posicionados en el mercado de la animación y que poseían para ellos mismos derechos de transmisión de varios programas de animación japonesa en los Estados Unidos; también tendría que competir con los bloques de programación Adult Swim y Toonami (Estados Unidos) del canal Cartoon Network USA. En Canadá tampoco se logró transmitirse, únicamente estaba disponible en servicio de telefonía móvil, como Animax Mobile desde julio de 2007 a través de la red del operador celular Bell Digital.
El 17 de enero de 2012, una página web de servicio de streaming de Sony (Crackle), ofreció anime bajo el nombre de alineación Animax, algunas de esas series de anime fueron transmitidos en Animax Asia, en donde previamente se habían hecho adaptaciones en inglés.

## Animax en América Latina
Sony Pictures Televisión inició emisiones de Animax en América Latina el 31 de julio de 2005, sustituyendo al canal Locomotion (canal de animaciones para adultos especializado en el anime), adquirido junto con el total de sus series el 18 de enero de 2005, que unos meses antes del cambio ya era operado por Sony.
Animax Latinoamérica tuvo su sede en Caracas, Venezuela, donde emitió para toda la región la programación tanto en español como en portugués, el canal fue operado por HBO Latin America Group.
Con los años, Animax emitió varias series de anime, con versiones en español dobladas principalmente en Venezuela, pero también en países como México y en menor medida en Colombia. El doblaje en portugués ha correspondido a estudios ubicados en Brasil, la mayoría de los cuales nunca se habían mostrado localmente. Entre sus programas emitidos fueron: Get Backers, Full Metal Alchemist, Tsukihime, Noir, Wolf's Rain, Last Exile, Twin Spica, Planet Survival, Excel Saga, Samurai 7, Gun Frontier, Vandread, Crayon Shin-chan, Gantz, Matantei Loki Ragnarok, Heat Guy J, Galaxy Angel, Hunter x Hunter, The Prince of Tennis, Initial D, Neon Genesis Evangelion, Black Cat, etc.
A partir de enero de 2007, Animax cambió completamente su línea de anime y algunas series que se retiraron antes de devolverse. Animax Latinoamérica anunció una renovación en su imagen y proyección a partir de agosto de 2007, así como el estreno de un nuevo bloque de programación (llamado Lollipop).
Asimismo, el 18 de marzo de 2008, se anunció que el servicio móvil Animax Mobile, disponible en Japón y Australia, se pondría en marcha, así como en México y, eventualmente, de otros países de América Latina.
Desde 2008, sin embargo, el canal cambió gradualmente su perfil, tipo de programación, e incluyó más series que no fueran de animación, programas musicales y redujo progresivamente la cantidad de animes transmitidos. En septiembre del 2010 el canal anunció oficialmente que, a partir de enero del 2011, dejó de transmitir anime por completo y transmitió únicamente series para jóvenes de entre 14 a 24 años. Esto, generó el estallido de reacciones negativas en foros y blogs sobre anime. Finalmente el 1 de mayo de 2011 el canal es sustituido por Sony Spin.

## Animax en África
Animax África era un canal operado por Sony Pictures Television lanzado el 3 de noviembre de 2007, a través del operador satelital DStv, al inicio el canal emitía 24 horas, y los 7 días a la semana anime. Dicho canal se transmitía en países como Sudáfrica, Namibia, Zimbabue, Botsuana, Zambia, Mozambique y Lesoto. Pero con el tiempo la cantidad de este mismo disminuyó considerablemente, al ingresar gran cantidad de series con actores reales y reality shows.
Al igual que en Latinoamérica, sufriendo los mismos efectos, debido a baja aceptación, Sony decidió sacar del aire el canal en esa región, el 31 de octubre de 2010, para dar paso el 1 de febrero de 2011 a Sony MAX.